# Franck Ducheix
Franck Ducheix (Renan, 11 aprile 1962) è un ex schermidore francese, vincitore di una medaglia d'argento ed una di bronzo nella scherma ai giochi olimpici.